# Giovanni di Francesco Toscani
Giovanni di Francesco Toscani (* zwischen 1370 und 1380 in Florenz; † 2. Mai 1430 in Florenz) war ein italienischer Maler.
Giovanni di Francesco Toscani wurde unter dem Einfluss von Agnolo Gaddi, Lorenzo Ghiberti und Rossello di Jacopo Franchi ausgebildet, wobei er mit Letzterem teilweise zusammengearbeitet zu haben scheint. Während er den genannten Meistern in seinen frühen und mittleren Werken nahesteht, lassen sich im Spätwerk auch deutliche Einflüsse von Masaccio erkennen. Ab etwa 1424 war er Mitglied der Malergilde von Florenz.
Toscani war vornehmlich als Maler von Altartafeln, Cassone-Tafeln und als Freskant tätig.
Bis zur Entdeckung seines wahren Namens, der durch Dokumente zu den Fresken in der Ardinghelli-Kapelle in Santa Trinita (Florenz) ermittelt werden konnte, war er in der kunsthistorischen Forschung mit dem Notnamen Meister der Kreuzigung Griggs belegt worden, nach dem Vorbesitzer seiner heute im New Yorker Metropolitan Museum of Art aufbewahrten Kreuzigungstafel.

## Werke
- Baltimore, Walters Art Gallery
  - Die Heiligen Johannes der Täufer und Jakobus Major. um 1423/24 (Rechter Altarflügel des Polyptchon der Cappella Ardinghelli)
- Berlin, Gemäldegalerie
  - Der Liebesgarten. um 1420 – 1430
- Buffalo, Buffalo AKG Art Museum
  - Maria mit dem Kinde. um 1420 – 1430
- Cleveland, Cleveland Museum of Art
  - Ein Pferderennen in den Straßen von Florenz. 1418
- Edinburgh, Scottish National Gallery
  - Szenen aus dem Decameron von Boccaccio. um 1420 – 1425
- Florenz, Galleria dell'Accademia
  - Der ungläubige Thomas. um 1419/20 (Leihgabe aus den Uffizien)
  - Die Stigmatisierung des heiligen Franziskus und Wunder des heiligen Nikolaus. um 1423/24 (Teil der Predella des Polyptchon der Cappella Ardinghelli)
  - Die Kreuzigung Christi. um 1423/24 (Teil des Polyptchon der Cappella Ardinghelli)
  - Die Stigmatisation des heiligen Franziskus und ein Wunder des heiligen Nikolaus.
  - Maria mit dem Kinde und den Heiligen Stephanus und Reparata.
- Florenz, Museo dell'Istituto degli Innocenti
  - Triptychon: Maria mit dem Kinde und den Heiligen Hieronymus und Katharina von Alexandrien.
- Florenz, Palazzo Vecchio
  - Maria mit dem Kinde.
- Florenz, Santa Trinità (Ardinghelli-Kapelle)
  - Ausmalung der Kapelle. um 1423/24 (Fresken)
- Honolulu, Honolulu Academy of Arts
  - Das Urteil des Paris. um 1420 – 1430
- Melbourne, National Gallery of Victoria
  - Die Anbetung der Könige. um 1427 – 1430
  - Maria mit dem Kinde.
- New York, Metropolitan Museum of Art
  - Die Kreuzigung Christi.
- Philadelphia, Philadelphia Museum of Art
  - Die Taufe Christi und Enthauptung des heiligen Jakobus Major. um 1423/24 (Teil der Predella des Polyptchon der Cappella Ardinghelli)
  - Die Darstellung Christi im Tempel. um 1427 – 1430
  - Christus unter den Schriftgelehrten. um 1427 – 1430
- Verbleib unbekannt
  - Kopf eines Heiligen (Hl. Joseph?). (Fragment – am 18. Oktober 1995 bei Sotheby's in London versteigert)